# Brzostków (przystanek kolejowy)
Brzostków – zlikwidowany wąskotorowy przystanek osobowy w Brzóstkowie na linii kolejowej Przybysław – Lgów, w powiecie jarocińskim, w województwie wielkopolskim, w Polsce. Przystanek należał do Jarocińskiej Kolei Powiatowej.